# Vehículo aéreo de propulsión humana

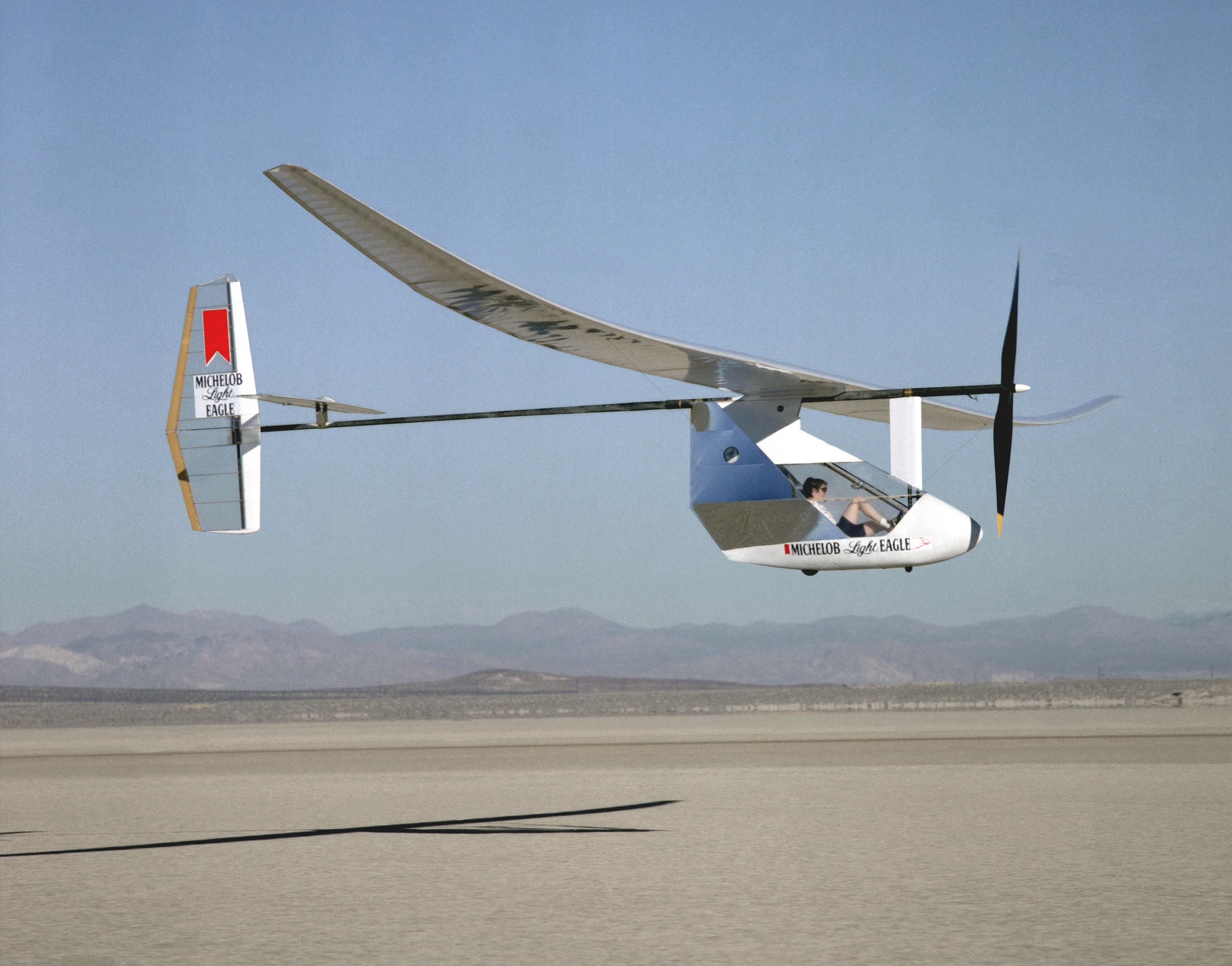
Avión a propulsión humana en Estados Unidos

Un vehículo aéreo de propulsión humana (HPA Human-powered aircraft) es un avión que se propulsa por la energía de un piloto humano montado y por la gravedad. La energía proporcionada por el hombre puede ser proporcionada mediante pedales y bielas, con el fin de propulsar el avión, pero en cualquier caso tiene que ser suficiente para que el avión sea capaz de despegar sin ningún otro tipo de ayuda. Es inevitable que el avión dependa de corrientes de aire circundantes o térmicas. Los HPA puros no se ayudan de otros sistemas de energía como serían sistemas de energía solar o baterías.
Los primeros intentos de realizar un vuelo propulsado por tracción humana fueron sin éxito debido al enorme ratio que existe entre la potencia capaz de desarrollar por el ser humano y el peso de los prototipos. A partir de 2008 los prototipos empezaron a recorrer considerables distancias. Sin embargo, estos vehículos están siendo construidos más como demostradores de tecnología más allá de cualquier propósito recreativo o utilitario.